# Primärheilung
Als Primärheilung (lateinisch sanatio per primam intentionem, kurz p. p.) wird eine komplikationslose Wundheilung ohne Infektion bezeichnet.
Die Primärheilung beobachtet man meistens in gut durchbluteten Gebieten, bei glattrandigen, wenig oder gar nicht verunreinigten Wunden ohne Substanzverlust, bei denen die Wundränder glatt und eng aneinander liegen, z. B. bei chirurgisch unter Asepsis gesetzten Wunden oder sauberen Gelegenheitswunden (z. B. durch ein Messer). Granulation, Kontraktion und Epithelisierung sind die drei Komponenten, die zur Primärheilung beitragen. Im Gegensatz dazu steht die Epitheliale Wundheilung oberflächlicher Wunden, ein regenerativer Vorgang, der allein durch Epithelisation geschieht und keine Narben hinterlässt.
Das Endergebnis der Primärheilung ist eine schmale strichförmige Narbe, die anfangs rot, nach Gefäßrückbildung letztlich weiß wird. Komplexe Umbauvorgänge im Rahmen des sogenannten „Remodeling“ führen dazu, dass eine Narbe erst nach Monaten, zum Teil nach Jahren ihre endgültige Form erreicht.
In Wundstatistiken wird dieses Ergebnis unter p. p. festgehalten. Das Antonym p. s. steht für Sekundärheilung.
Unter vergleichbaren Bedingungen, gleichartiges Krankengut und gleiche Operation, ist die relative Anzahl primär geheilter Wunden ein positiver Gradmesser für die Qualität chirurgischer Operationen.
Die Bedeutung der Primärheilung bei Wunden mit glatten Wundrändern hatte bereits der Würzburger Chirurg Carl Caspar von Siebold am Ende des 18. Jahrhunderts erkannt. Er nannte sie „geschwinde Vereinigung“. Zu seiner Zeit wurden Wundränder meist nicht genäht, sondern zur Erzielung einer Primärheilung mit Heftpflastern vereinigt.